# Baião (Pará)
Baião este un oraș în Pará (PA), regiunea de nord a Braziliei.